# Білл Брайт
Білл Брайт насправді: Вільям Рол Брайт (народився 19 жовтня 1921 року в Каветі, штат Оклахома, помер 19 липня 2003 року) — американський євангеліст. У 1951 році в Каліфорнійському університеті в Лос-Анджелесі він заснував  євангельську місіонерську організацію Campus Crusade for Christ як служіння для студентів університету. У 1952 році він написав «Чотири закони духовного життя» . У 1979 році був  знятий  фільм «Ісус» .

## Автобіографія
Білл вивчав економіку в Північно-східному державному університеті в Талекві, штат Оклахома.
У віці 20 років він переїхав до Лос-Анджелеса, штат Каліфорнія , і заснував компанію під назвою «Bright's California Confections». У 1940-х роках Білл відвідував першу пресвітеріанську церкву в Голлівуді, де став євангельським християнином . На Брайта вплинули Генрієтта Мірс , яка працювала директором християнської освіти в Першій пресвітеріанській церкві, і Біллі Грем , який згодом став видатним американським євангельським лідером .
У 1951 році, залучивши кількох волонтерів Брайт розпочав перший підрозділ Campus Crusade в Каліфорнійському університеті Лос-Анджелеса (UCLA). як організацію, спрямовану на залучення студентів та інших членів академічної спільноти до віри.  Брайт бажав боротися з комуністичним впливом в університетах США, включаючи UCLA, який тоді вважався осередком студентського радикалізму .
Доктор Брайт більше 50 років свого життя керував заснованим ним служінням Campus Crusade for Christ.
У ньому задіяно 26 тисяч постійних служителів та понад 225 тисяч навчених волонтерів у 191 країні світу
Він був автором десятків мільйонів примірників брошури «Чотири закони духовного життя» написаного у 1956 році, який був надрукований більш ніж 200 мовами і поширений серед понад 3 мільярдів людей, що зробило цей буклет найпоширенішим релігійним буклетом в історії. У брошурі він викладає свій погляд на основи християнської віри щодо спасіння. Це підсумовано як чотири духовні закони або принципи, які керують тим, що він бачить як відносини людей з Богом. Завершується книжечка покаянною молитвою .
У 1979 році, завдяки Біллу Брайту, було створено фільм «Ісус» — документальний фільм про життя Христа за Євангелією від Луки. Він був широко поширений і  фіційно зарахований як фільм з найбільшою кількістю перекладів у історії, його перекладено та доступно для завантаження 1977 мовами станом на травень 2022 року, а також багатьма іншими мовами за що й увійшов до книги рекордів Гіннесса.
У 1996 році Білл Брайт отримав премію Темплтона в розмірі 1,1 мільйона доларів за прогрес у релігії, і пожертвував гроші на пропаганду духовної користі посту та молитви.
У 2001 році він залишив посаду лідера організації, а президентом став Стів Дуглас.
Брайт помер у 2003 році у  віці 81 року від ускладнень, спричинених легеневим фіброзом .

## Виноски
1. 1 2  Encyclopædia Britannica
2. 1 2  Press, The Associated (22 липня 2003). William R. Bright, 81, Founder Of Campus Crusade for Christ. The New York Times (амер.). ISSN 0362-4331. Процитовано 29 грудня 2023.
3. 1 2  [T Turner, John G. (2008). Bill Bright and Campus Crusade for Christ : the renewal of evangelicalism in postwar America. Chapel Hill, NC: The University of North Carolina Press. ISBN 978-0-8078-3185-4]. {{cite news}}:  Перевірте схему |url= (довідка)
4. ↑  Bright, William Rohl «Bill» (1921—2013), [w:] Randall Balmer, Encyclopedia of Evangelicalism, Waco Tx 2004 ISBN 1-932792-04-X s. 101.
5. ↑  JESUS. www.jesusfilm.org (англ.). Процитовано 29 грудня 2023.
6. ↑  William R. "Bill" Bright, Founder of World's Largest Christian Ministry Dies. Архів оригіналу за 17 лютого 2017. Процитовано 14 січня 2022.
7. ↑  - Христианские новости и другие новости, актуальные для христиан - JesusChrist.ru - сервер христианского общения и знакомств - Иисус Христос . ру. jesuschrist.ru. Архів оригіналу за 15 січня 2022. Процитовано 15 січня 2022. [Архівовано 2022-01-15 у Wayback Machine.]